# Георг-Браухле-Ринг (станция метро)
«Георг-Браухле-Ринг» (нем. Georg-Brauchle-Ring) — станция Мюнхенского метрополитена, расположенная на линии . Станция находится в районе Моозах (нем. Moosach).

## История
Открыта 18 октября 2003 года в составе участка «Вестфридхоф» — «Георг-Браухле-Ринг» и до 2004 года была конечной остановкой. Станция названа, как и улица над ней, в честь бывшего второго бургомистра Мюнхена Георга Браухле.

## Архитектура и оформление
Платформа без колонн и имеет высоту 7,50 метра. На стенах станции — изображения как из окружающей среды, так и со всего мира, к примеру из Берлина или Нью-Йорка. Области между изображениями состоят из красочных прямоугольников.
В 2005 году художник Франц Аккерман получил «mfi Preis Kunst am Bau 2005» за оформление стен станции под названием «Великое путешествие».

## Пересадки
Проходят автобусы следующих линий: 143, 175, 180.